# На Эгнатия
«На Эгна́ция» — условное название стихотворения римского поэта Гая Валерия Катулла, включённого в состав посмертного сборника («Книги Катулла Веронского») под номером 39. В нём автор высмеивает некоего Эгнация, одного из своих «кабацких соперников», за его привычку смеяться, показывая белые зубы, и заявляет, что этот человек чистит зубы собственной мочой.
Исследователи констатируют, что такое использование мочи действительно было характерно для кельтиберов (а Эгнаций был выходцем из Испании). Людей, которые смеются, только чтобы показать свои белые зубы, высмеивали ещё до Катулла, в некоторых аттических комедиях.